# Ato de União de 1840

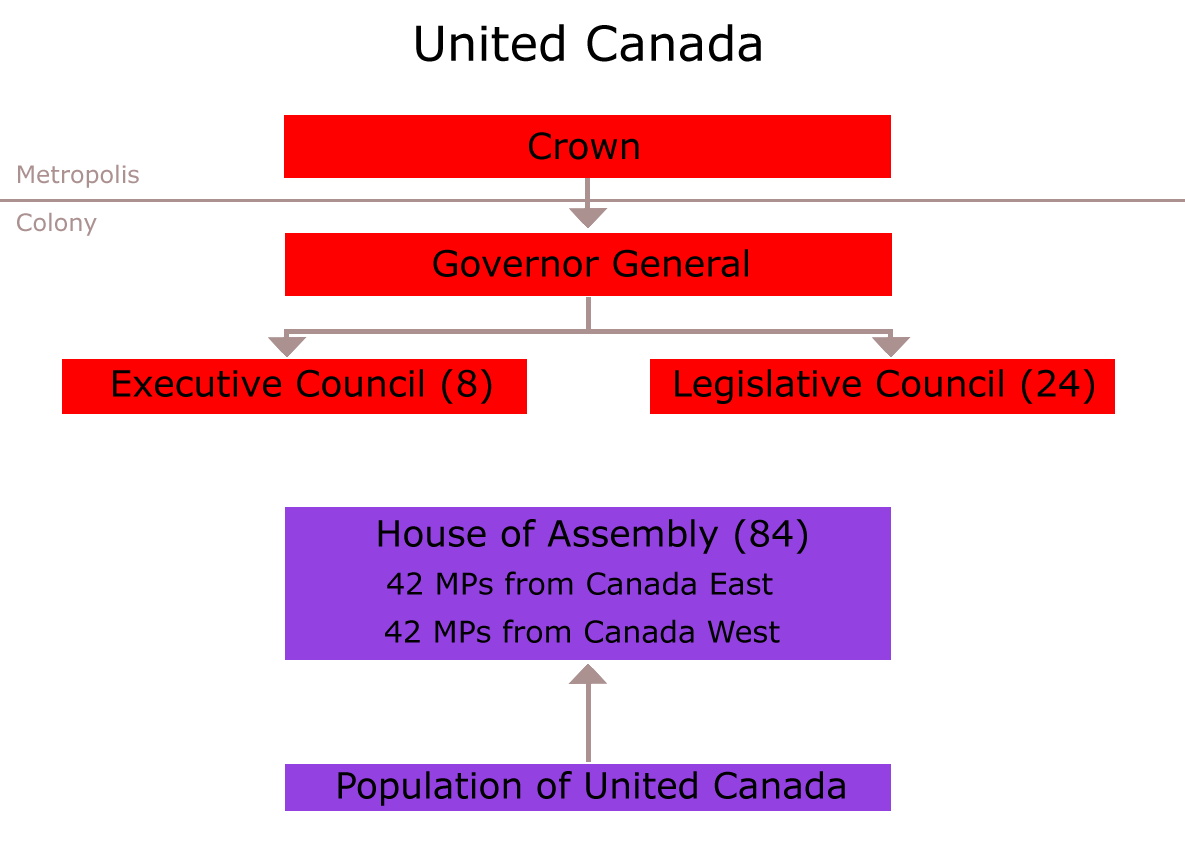
Organização política sob a Lei da União (1840)

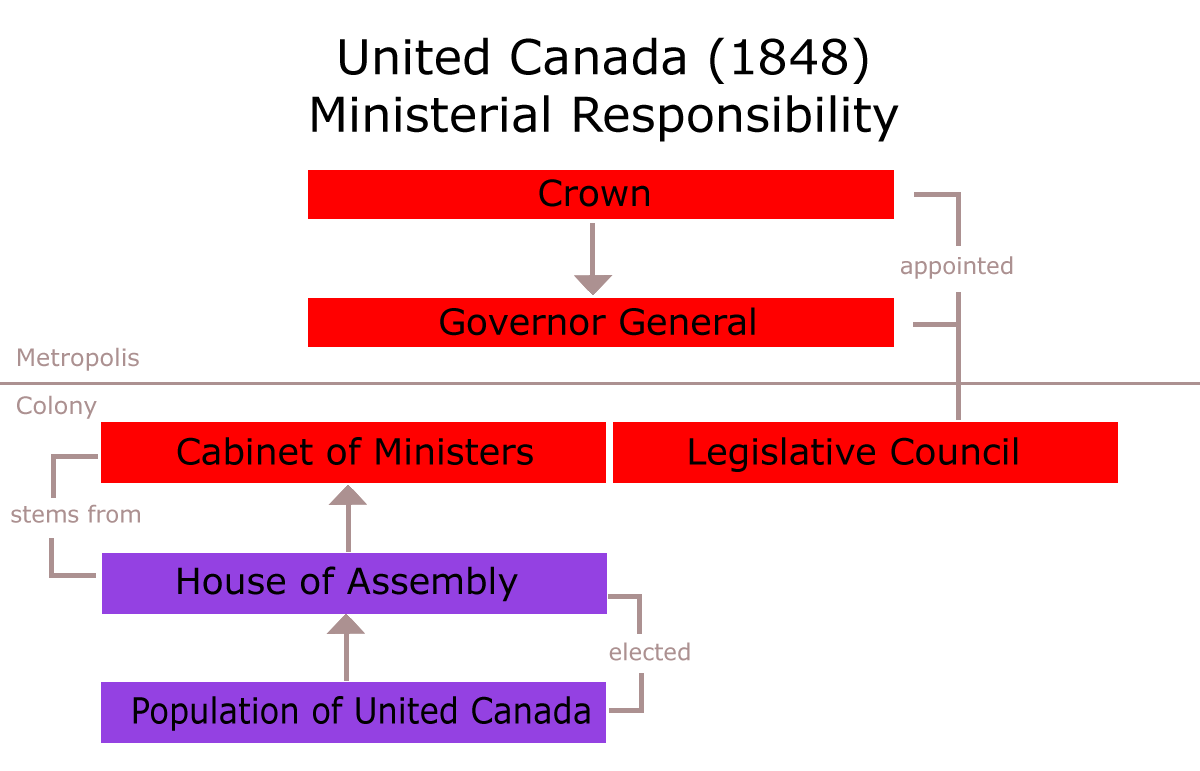
Organização política sob a Lei da União (1848)

O ato de União foi aprovado pelo Parlamento em julho de 1840 e proclamado em 10 de fevereiro de 1841, em Montreal. Aboliu as legislaturas do Baixo Canadá e do Alto Canadá e estabeleceu uma nova entidade política, a Província do Canadá, para substituí-los. O Ato era semelhante em natureza e em objetivos aos outros Atos da União promulgados pelo Parlamento Britânico.

## História
Lord Durham queria restabelecer a paz em todas as colônias e recomendou uma união política. Acreditava que a melhor maneira de alcançar a paz seria garantindo uma maioria leal inglesa na América do Norte britânica, bem como anglicizando os canadenses franceses e concedendo um governo responsável. O sindicato também foi proposto para resolver questões financeiras urgentes no Alto Canadá, que havia se tornado cada vez mais endividado sob o regime anterior dominado pelo Pacto de Família. Essas dívidas resultaram principalmente de investimentos ruins em canais conectando o Alto Canadá ao porto de Montreal no Baixo Canadá através dos Grandes Lagos e do Rio São Lourenço. Devido à dívida considerável do Alto Canadá e aos déficits orçamentários crônicos, esperava-se que suas finanças pudessem ser salvas com a fusão com o então solvente do Baixo Canadá.
O Alto Canadá, com sua maioria britânica e protestante, estava crescendo mais rapidamente do que o Baixo Canadá, com a maioria franco-canadense e católica. Esperava-se que, com a fusão das duas colônias, a presença cultural franco-canadense na América do Norte desapareceria gradualmente por meio da assimilação. Como tal, a lei também continha medidas que proibiam o uso oficial da língua francesa na Assembleia Legislativa. No entanto, apesar da fusão, os sistemas jurídicos distintos das duas colônias foram mantidos, com o Alto Canadá sendo referido como Canadá Oeste (com direito consuetudinário inglês) e o Baixo Canadá como Canadá Leste (com a lei civil francesa). No Alto Canadá, houve oposição à sindicalização do Pacto da Família, enquanto no Baixo Canadá os líderes políticos e religiosos reagiram contra as medidas anti-francesas do Alto Canadá.

## Efeitos
No final da década de 1850, a imigração maciça das Ilhas Britânicas para o Canadá Ocidental mudou o desequilíbrio demográfico anterior entre as seções inglesa e francesa da colônia. Muitos políticos no Canadá Oeste começaram a fazer lobby pela representação da população, já que não consideravam mais justa a representação igualitária exigida pelo Ato de União.
No final, o Ato de União falhou em acabar com a influência política franco-canadense, especialmente depois que um governo responsável foi concedido à colônia. Ao votar em bloco, os francófonos do Canadá Leste garantiram uma presença forte e unificada na Assembleia Legislativa, uma vez que os anglófonos do Canadá Oeste eram altamente faccionados. Como resultado, os projetos de lei propostos por uma das facções anglófonas do Canadá Oeste exigiam a aprovação dos votos francófonos do Canadá Leste. Isso era conhecido como o princípio da dupla maioria e refletia a dualidade das duas administrações. O princípio nunca foi oficialmente reconhecido e tornou-se obviamente impraticável. 

No entanto, a presença francófona permaneceu inferior ao seu peso demográfico nos conselhos executivo e legislativo. O governo de Lafontaine-Baldwin conseguiu revogar a medida contra a língua francesa na assembleia, nos tribunais e na administração civil. Com o princípio da dupla maioria, os dois Canadas foram "separados" e, por um curto período, ambos os lados foram administrados de forma independente. As premiações conjuntas compartilhadas por um anglófono do Canadá Oeste e um francófono do Canadá Leste se tornaram a convenção, mas o impasse legislativo contínuo resultante das aspirações conflitantes dos dois Canadas permaneceu. A insatisfação decorrente do impasse foi um dos principais fatores para a Confederação Canadense em 1867.